# Préverenges
Préverenges es una comuna suiza del cantón de Vaud, situada en el distrito de Morges a orillas del lago Lemán. Limita al noroeste con la comuna de Lonay, al noreste con Denges, al sureste con Saint-Sulpice, al sur con Publier (FR-74), y al oeste con Morges.
Hasta el 31 de diciembre de 2007 la comuna formó parte del círculo de Ecublens.

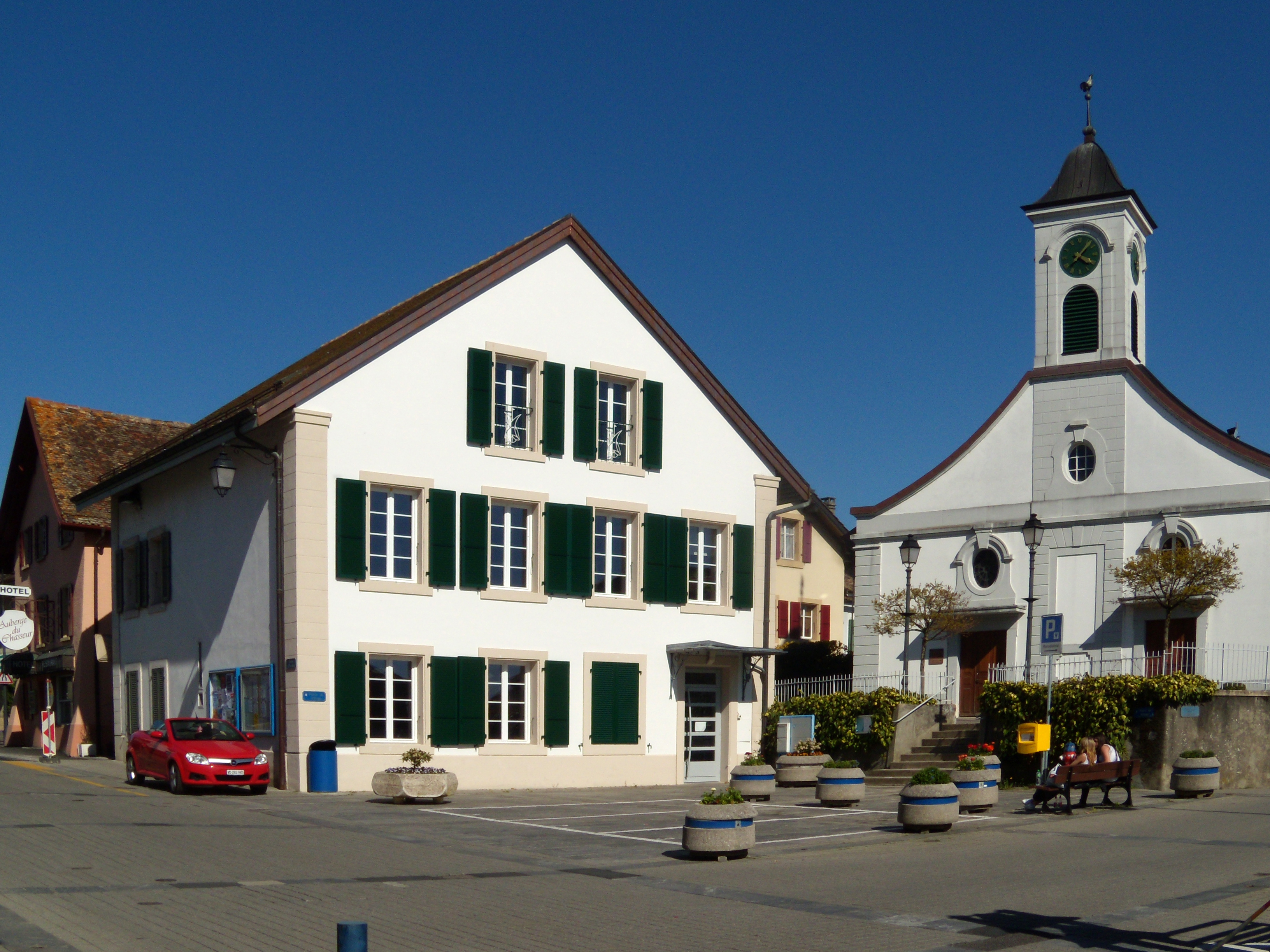
Vista del centro de Préverenges.

## Transportes
Ferrocarril
Cuenta con una estación ferroviaria en la comuna vecina de Lonay, en la que efectúan parada trenes de cercanías de la red 'RER Vaud'.